# L'Île des amours interdites
Pour plus de détails, voir Fiche technique et Distribution.
L'Île des amours interdites (titre original : L'isola di Arturo) est un film italien réalisé par Damiano Damiani, sorti en 1962. Il est tiré du roman éponyme écrit par Elsa Morante, intitulé en français L'Île d'Arturo .

## Synopsis
Le jeune Arturo, 17 ans, vit sur une petite île dans le golfe de Naples. Alors que sa mère est morte, il passe le plus clair de son temps à ramer seul sur la mer avec son bateau. Son père travaille sur le continent, ne vient le voir que rarement. Un jour son père vient avec la jeune Nunziata qu'il a épousée. 
Cela ne plaît guère à Arturo qui reste distant de Nunziata. Ce n'est que lorsqu'il apprend qu'elle est enceinte, qu'il commence à s'en soucier et joue le rôle de son père...

## Fiche technique
- Titre original : L'isola di Arturo
- Titre français : L'Île des amours interdites
- Réalisation : Damiano Damiani
- Scénario : Damiano Damiani, Ugo Liberatore, Enrico Ribulsi et Cesare Zavattini d'après le roman L'Île d'Arturo d'Elsa Morante
- Photographie : Roberto Gerardi
- Musique : Nino Rota et Carlo Rustichelli
- Production : Carlo Ponti et Goffredo Lombardo
- Pays d'origine : Italie
- Format : Noir et blanc - Mono
- Genre : drame
- Durée : 90 minutes
- Date de sortie : 1962
  -  France - 2 mai 1963

## Distribution
- Vanni De Maigret : Arturo
- Key Meersman : Nunziata
- Reginald Kernan : Wilhelm
- Gabriella Giorgelli : Teresa
- Ornella Vanoni

## Distinctions
- 1962 : Coquille d'or au Festival international du film de Saint-Sébastien